# Station Piła Podlasie
Station Piła Podlasie is een spoorwegstation in de Poolse plaats Piła.